# メチルヘキサンアミン
メチルヘキサンアミン (商品名Forthane, Geranamine) またはメチルヘキサミンは、1,3-ジメチルアミラミン (1,3-dimethylamylamine, 1,3-DMAA) または単にジメチルアミルアミン (dimethylamylamine, DMAA)とも呼ばれ、間接的な交感神経作動薬である。イーライリリーにより発明・開発され、スプレー状の鼻粘膜充血除去薬として1944年から1983年（自主的な販売中止）まで発売された。
2006年からは、メチルヘキサンアミンは、興奮剤、または精力増強サプリメントなどの名称で販売され、ゼラニウム根エキスにも含まれている。しかし安全性には疑問があり、メチルヘキサミンを含むサプリメントによる死亡例が少なくとも5件報告されている。多くの運動競技団体や政府機関で、利用を禁止されている。

## 歴史
1944年4月、イーライリリーは鼻づまり用の点鼻スプレーとして商品名「Forthane」で発売し、1983年に自主的に販売中止した:12。
メチルヘキサミンは脂肪族アミンで、イーライリリーは点鼻スプレーとして20世紀初めからこのグループに注目していた。メチルヘキサミンと他に似た化合物4種（ツアミノヘプタン、イソメテプテン（octin）、oenethyl、プロピルヘキセドリンを発売した。octinとoenethylは、麻酔下にある患者を適切な血圧に保つ目的で承認された:95–96。

## 規制
多くの運動競技団体や国（米国、カナダ、ニュージーランド、スウェーデン、オーストラリア、フィンランド、英国、ブラジル）で、メチルヘキサンアミンをサプリメントとして使うことを禁止または厳重に規制している。

### 運動競技団体
世界アンチ・ドーピング機関（WADA)のような運動競技団体は、筋力向上物質としてメチルヘキサンアミンを使うことを禁止し、使用した選手を出場停止にしている。